# Miroslaw Winajewitsch Kultyschew

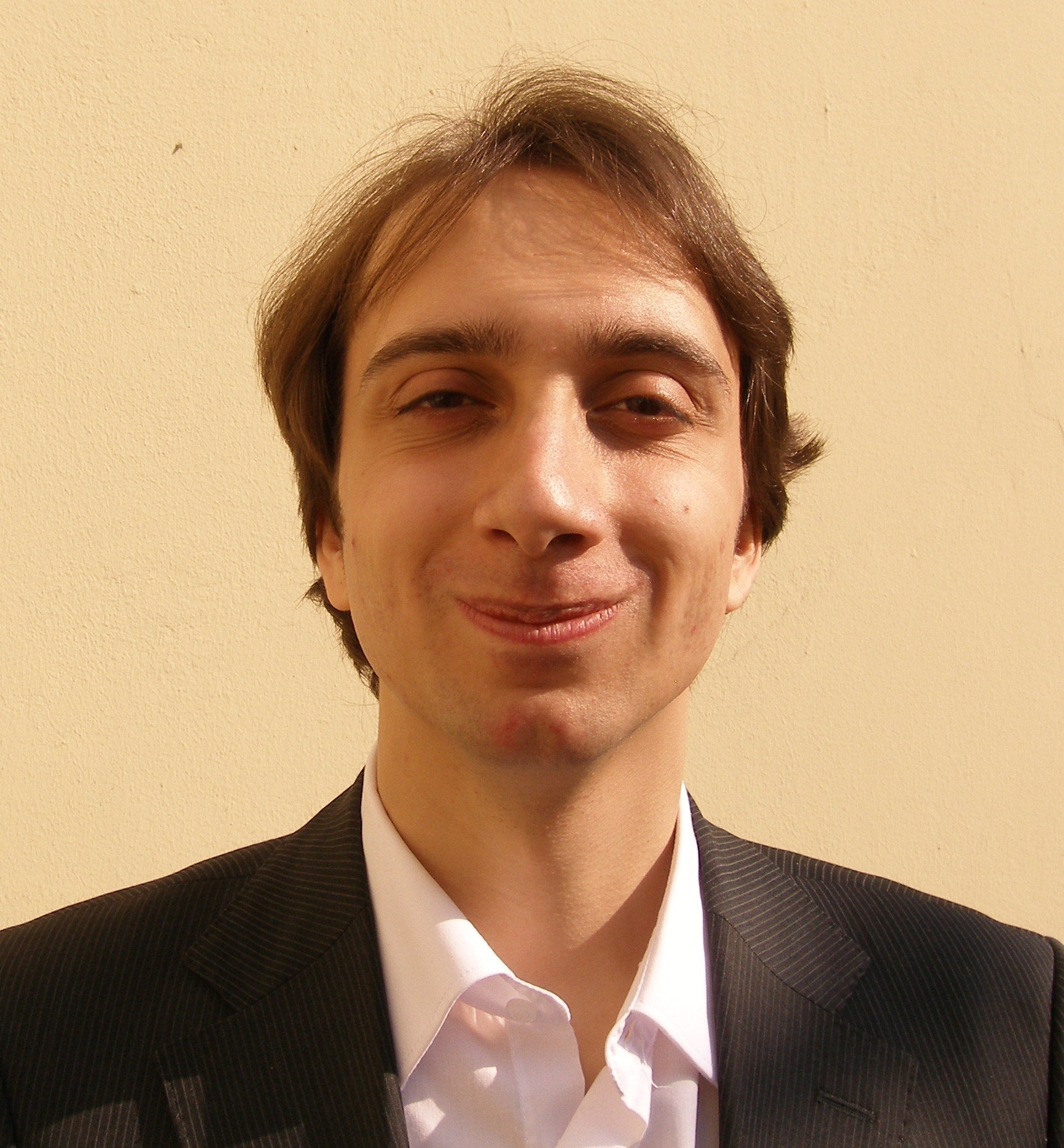
Miroslaw Kultischew 2013

Miroslaw Winajewitsch Kultyschew (russisch Мирослав Винаевич Култышев; * 21. August 1985 in Leningrad, Sowjetunion) ist ein russischer Pianist.

## Leben
Kultyschew gab im Alter von sechs Jahren sein erstes Konzert. Im Alter von zehn Jahren trat er in der Großen Halle der Sankt Petersburger Philharmonie auf, wo er Mozarts d-Moll Concerto No. 20, KV 466 unter der Leitung von Juri Temirkanow spielte. Er studierte am Sankt Petersburger Konservatorium und war Stipendiat der Yuri-Bashmet-Stiftung und der St. Petersburg Philharmonic Society.
Im Jahr 1996 debütierte mit den Sankt Petersburger Philharmonikern.
Seit 2006 ist er Dozent und aktiver Teilnehmer des St. Petersburg House of Music. Er tourte bereits in Österreich, Deutschland, Frankreich, Italien, Großbritannien, den Vereinigten Staaten, den Niederlanden, Tschechien, der Slowakei, Litauen, den Vereinigten Arabischen Emiraten und in der Ukraine. Von 2006 bis 2007 nahm er an einem Praktikum bei der Internationalen Holland Music Sessions teil.
Er hat ein Album veröffentlicht, welches alle zwölf Études d’exécution transcendante von Franz Liszt enthält. Kultyschew tourt regelmäßig mit dem Dirigenten Waleri Gergijew. Des Weiteren arbeitete er mit den Dirigenten Wladimir Aschkenasi, Konstantin Orbelian, Juri Baschmet und Vassily Sinaisky zusammen.

## Auszeichnungen
- 1999: International Music Festival "Virtuosen des Jahres 2000"
- 2001: Stipendiat des Nationalen Jugendpreis "Triumph".
- 2005: Erster Preis und Goldene Medaille der Internationalen Jugend Delphic Games (Ukraine, Kiew)
- 2005: Publikumspreis beim Kissinger Klavierolymp
- 2007: Silbermedaille, 13. Internationaler Tschaikowski-Wettbewerb; (Gewinner, da kein 1. Preis vergeben wurde)
- 2010: Diplom, 16. Internationaler Chopin-Wettbewerb[5]
- 2012: Monte Carlo Piano Masters, 1. Preis[6]